# Yuki Abe
Yuki Abe (阿部 勇樹, Abe Yūki) född 6 september 1981 i Ichikawa, är en japansk fotbollsspelare. Som för närvarande spelar för den japanska klubben Urawa Red Diamonds.
Den högerfotade mittfältaren har spelat för Urawa Red Diamonds men han spelar även för det japanska landslaget. Abe spelar oftast som defensiv mittfältare, men kan även spela som försvarare. Han vann både säsongen 2005 och 2006 en plats i J-League Best Eleven.
I augusti 2010 skrev Abe på för den engelska klubben Leicester City, han fick tröjnummer 22.